# Norðoyatunnilin
Norðoyatunnilin (hrv. „Tunel sjevernih otoka”) najduži je tunel na Farskim otocima, dug ukupno 6300 m. Povezuje grad Leirvík na Eysturoyu ispod tjesnaca Leirvíksfjørður s gradom Klaksvík na Borðoyu.
Norðoyatunnilin je cestovni tunel s dvjema trakama i završen je u travnju 2006. Službeno otvorenje bilo je 29. travnja.
Plan za tunel koji bi povezao otok Eysturoy i otok Borðoy nije nov. Državni seizmički zavod (Landsverkfrøðingurin) je 1988. istraživao prolaz Leirvíksfjørður. Godinu ranije, su napravljeni planovi za alternativna mjesta za tunel. Dalja istraživanja su pokazala da će tunel biti ekonomski održiv. Petnaest godina poslije prvih istraživanja počeli su radovi na tunelu. Tunel je dugačak 6,3 km i nalazi se na dubini 150 m ispod dubine mora. Maksimalan nagib je oko 6 %.